# Francelia Billington
Francelia Billington (1 de febrero de 1895 – 24 de noviembre de 1934) fue una de las primeras actrices del cine mudo estadounidense y una consumada operadora de cámara.

## Primeros años
El 1 de febrero de 1895, Billington nació en Dallas, Texas, hija de James Billington y su esposa, Adelaide Bueter. A los 10 años se trasladó a Los Ángeles, donde estudió en el Sacred Heart Convent.

## Carrera

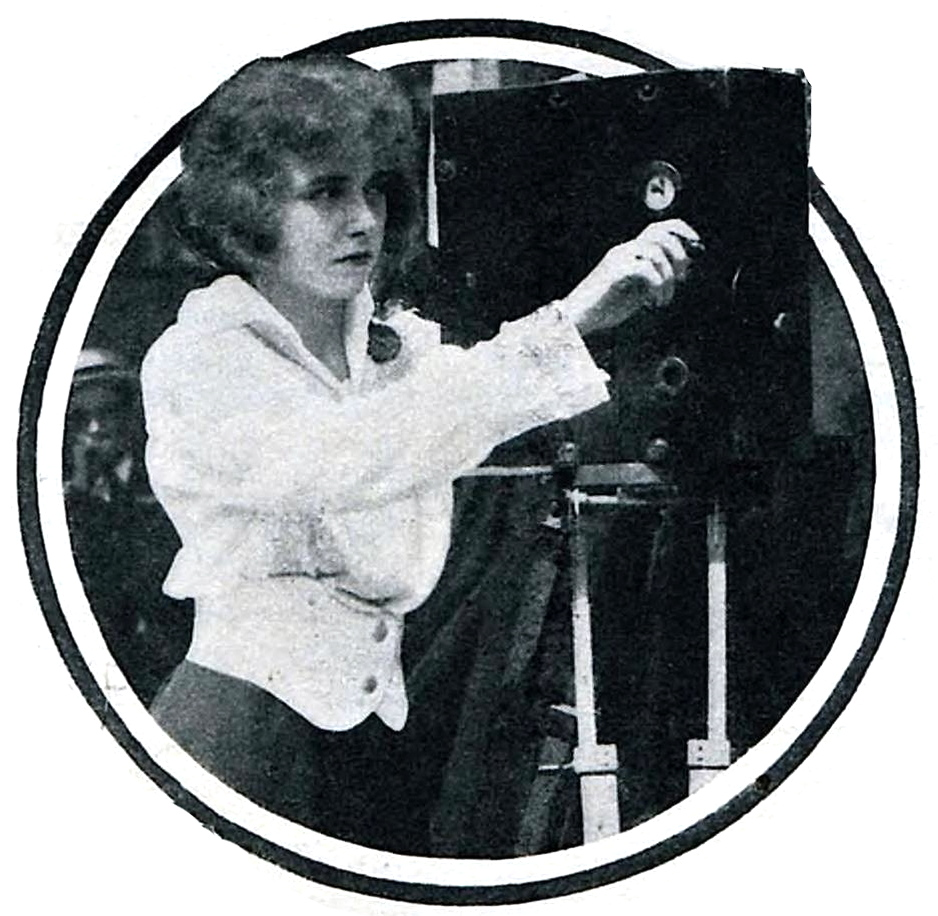
Francelia Billington manejando una cámara de cine en 1914

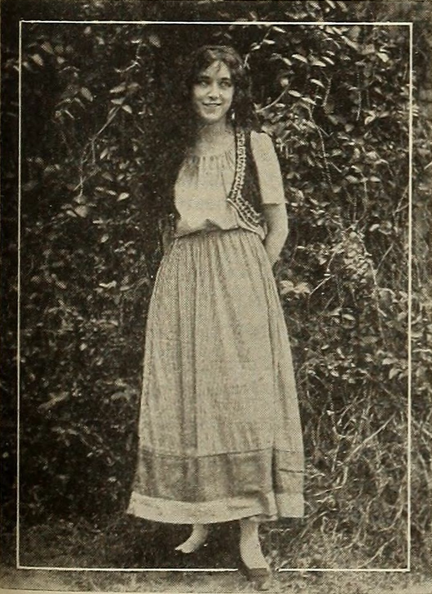
Francelia Billington como Anita en At the Stroke of the Angelus (1915)

Comenzó a trabajar en películas para el estudio de Kalem Company's West Coast en 1912, y al año siguiente se trasladó a los Reliance-Majestic Studios, y continuó protagonizando películas bajo su bandera cuando D.W. Griffith se convirtió en el director general del estudio. Billington rodó The Half Breed con Jack Pickford en 1913. La producción se rodó en el estudio Majestic de Boyle Heights.
Billington dejó Majestic en 1915, y tras su asociación con la Palo Alto Film Corporation, donde trabajó con Nell Shipman, una de las figuras más notables de la historia del cine en la película inacabada Wanda of the Red Street, se unió a Universal. Allí interpretó papeles principales para los directores Rupert Julian y Rex Ingram. En 1917, se fue a la American Film Company de Santa Bárbara, California, para protagonizar películas dirigidas por Edward Sloman. Su regreso a la Universal en 1918 le proporcionó un papel coprotagonista en uno de los hitos cinematográficos del cine mudo: Blind Husbands, el debut como director de Erich von Stroheim. Billington interpretaba a la esposa y Sam De Grasse al esposo. Aunque su actuación fue elogiada por la crítica, no obtuvo ningún otro gran papel, y continuó en una mezcla de melodramas, westerns y películas de acción poco distinguidos.

## Años posteriores
El nivel de producción cinematográfica de Billington se ralentizó con sólo cinco películas en total en 1918 y 1919. Uno de sus largometrajes de 1920 fue una película de género western con Tom Mix, titulada Desert Love. Más tarde, ese mismo año, volvió a la dirección de Rex Ingram con Hearts Are Trumps. Billington interpretó el papel de Sybil Sayre en la primera película realizada para la Ray Rockett Film Corporation, en 1920. Actuó junto a Betty Blythe en The Truant Husband (1921). El guion se basaba en un relato de Albert Payson Terhune que había aparecido en Cosmopolitan. Billington apoyó a Madge Bellamy en The White Sin (1924).

## Matrimonio
En octubre de 1920 Billington se casó con Lester Cuneo en el Riverside Inn de Riverside, California. Residieron en la casa de Cuneo en Beverly Hills, California y ambos tuvieron dos hijos.[cita requerida] La pareja apareció en 14 películas juntos, siendo sus dos últimos largometrajes en 1925.[cita requerida] Sin embargo, su matrimonio se deshizo y él se suicidó el 1 de noviembre de 1925, mientras se tramitaba su divorcio.

## Muerte
La salud de Billington estaba visiblemente deteriorada a principios de 1934. Murió de tuberculosis, no se publicaron obituarios en los periódicos especializados y su muerte pasó desapercibida para la industria cinematográfica y el público. Está enterrada en el Cementerio del Calvario de East Los Angeles, California.

## Filmografía parcial
- A Mix-Up in Pedigrees (1913)
- The Lover's Gift (1914)
- At the Stroke of the Angelus (1915, cortometraje)
- The Mainspring (1916)
- Naked Hearts (1916)
- The Right to Be Happy (1916)
- The Black Sheep of the Family (1916)
- Bettina Loves a Soldier (1916)
- Heart Strings (1917)
- My Fighting Gentleman (1917)
- The Wrong Man (1917)
- Blind Husbands (1919)
- The Day She Paid (1919)
- The Great Air Robbery (1919)
- Hearts Are Trumps (1920)
- The Terror (1920)
- The Truant Husband (1921)
- Blazing Arrows (1922)
- Restless Souls (1922)
- What a Wife Learned (1923)
- The White Sin (1924)
- Hearts of the West (1925)
- The Mounted Stranger (1930)